# D.R.I.
D.R.I. (eller Dirty Rotten Imbeciles) är ett hardcorepunk/crossover/thrashcore-band bildat 1982. D.R.I. (Dirty Rotten Imbeciles) bildades i maj 1982 i Houston, Texas, ur spillrorna av hardcorebandet Suburbanites. De ses som pionjärer av Crossover Thrash-genren. Banduppställningen var från början Spike Cassidy på gitarr, Kurt Brecht på sång, Erik Brecht på trummor och Dennis Johnson på bas.
I november 1982 spelade D.R.I. in sin första skiva, Dirty Rotten EP, med 22 låtar på, med en sammanlagd speltid på 18 minuter. Endast 1000 exemplar av EP:n pressades, vilket gör den till ett väldigt unikt samlarobjekt idag. Dirty Rotten EP återutgavs 1983 som Dirty Rotten LP på vinyl och 1988 på CD med 6 extra spår. 1983 flyttade D.R.I. till San Francisco, där de bodde i en skåpbil. Dennis Johnson lämnade bandet och återvände till Texas. Han blev ersatt med Sebastion Amok.
Nästa skivsläpp var en 7" EP med namnet Violent Pacification. Efter en turné sommaren 1984 gifte Eric Brecht sig och lämnade bandet. Han ersattes av Felix Griffin. D.R.I.:s nästa fullängdare, Dealing With It, kom i mars 1985. Låtarna på Dealing With It började närma sig ett metalsound, men bandet behöll fortfarande sitt hardcoresound. Bandets tredje album, Crossover, som släpptes 1987 hade ett passande namn eftersom albumet hade ett starkt metalsound. Crossover var den första "Crossover Thrash"-skivan och genren fick sitt namn efter skivan.
I februari 1988 återvände D.R.I. för att spela in Four of a Kind. Låtarna på albumet fortsatte att låta mer metal. Bandet turnerade i Europa för att marknadsföra sitt nya album. När de kom tillbaka till USA lämnade Josh Pappe för en ledig plats i Gang Green. Han blev ersatt av John Menor.
I september 1989 gick D.R.I. in i studion för att spela in Thrash Zone. Efter skivsläppet lämnade Felix Griffin bandet och blev ersatt av Rob Rampy.
År 1992 turnerade D.R.I. som förband till Testament. Under turnén spelade de in en konsert i the Hollywood Palladium. 
1995 släppte D.R.I. Full Speed Ahead.

## Medlemmar
Nuvarande medlemmar
- Spike Cassidy – gitarr (1982– )
- Kurt Brecht – sång (1982– )
- Harald Oimoen – basgitarr (1999– )
- Walter "Monsta" Ryan – trummor (2015– )

Tidigare medlemmar
- Dennis Johnson – basgitarr (1982–1983)
- Eric Brecht – trummor (1982–1984)
- Sebastion Amok (Sebastian Fuchs) – basgitarr (1983)
- Josh Pappé – basgitarr (1984–1985, 1985–1989)
- Felix Griffin – trummor (1984–1990)
- Mikey Offender (Mikey Donaldson) – basgitarr (1985; död 2007)
- John Menor – basgitarr (1989–1994)
- Rob Rampy – trummor (1990–2014)
- Chumly Porter – basgitarr (1994–1999; död 2011)
- Brandon Karns – trummor (2014–2015)

Turnerande medlemmar
- Bill Crooks – sång (1987)
- Walter Ryan – trummor (2011)
- John Menor – gitarr (2012)
- Ed "Loco" Reyes – gitarr (2013)

## Diskografi
Studioalbum
- 1985 – Dealing with It!
- 1987 – Crossover
- 1988 – 4 of a Kind
- 1989 - Thrash Zone
- 1992 – Definition
- 1995 – Full Speed Ahead

Livealbum
- 1994 – Live
- 2005 –Live at CBGB's 1984

EP
- 1983 – Dirty Rotten EP
- 1984 – Violent Pacification
- 2016 – But Wait... There's More!

Singlar
- 1988 – "Manifest Destiny"
- 1988 – "Suit and Tie Guy" / "Five Year Plan"
- 1988 – "Think for Yourself"

Samlingsalbum
- 2001 – Greatest Hits
- 2000 – The Dirty Rotten CD
- 2003 – Dirtiest ... Rottenes
- 2004 – Dirty Rotten Hitz
- 2005 – D.R.I. Thrashkore Retrospektif
- 2008 – Skating to Some Fucked Up Shit

Annat
- 2001 – The Dirty Rotten Power (delad EP  (7" vinyl) med Raw Power)
- 2003 – Fuck You Punx Vol III (delad 7" vinyl: D.R.I. / UK Subs / Ed Temple / Eight Bucks Experiment)

Video
- 1986 – Live at the Olympic (VHS)
- 1988 – Live at the Ritz (VHS)